# Чемпіонат світу із шахів серед жінок

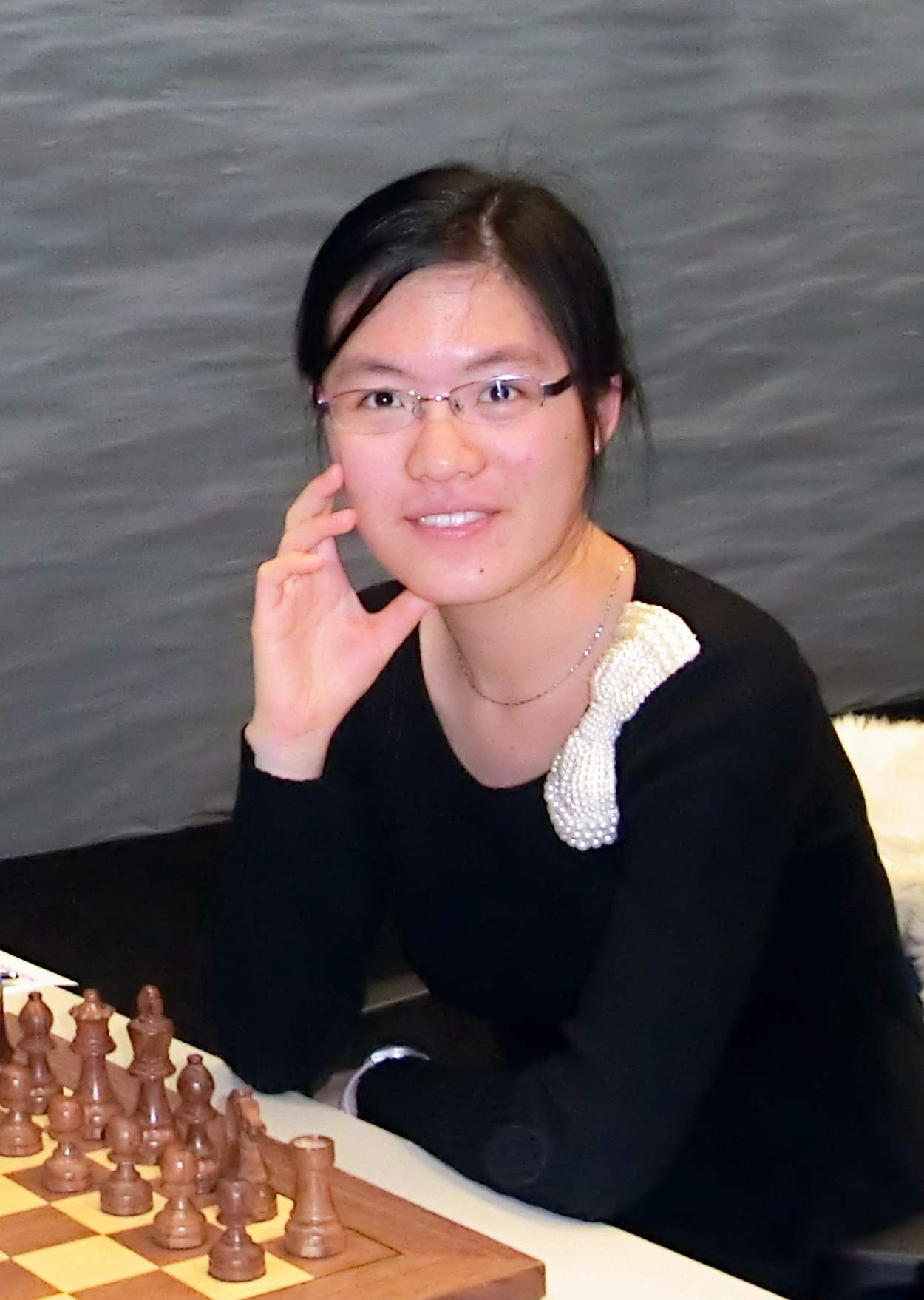
Триразова чемпіонка світу з шахів Хоу Іфань

Чемпіонат світу з шахів серед жінок визначає чемпіонку світу з шахів. Як і чемпіонат світу з шахів (в якому можуть брати участь як жінки так і чоловіки), проводиться під егідою ФІДЕ.
На відміну від більшості видів спорту, жінки здатні змагатися в шахи нарівні з чоловіками. Деякі жінки беруть участь у відкритому чемпіонаті світу з шахів. Яскравим прикладом тут є Юдіт Полгар, яка за піковим рейтингом випереджає всіх інших шахісток у світовій історії. Вона понад 26 років посідала перший рядок рейтинг-листа серед жінок, майже весь цей період з великим відривом. Лише в березні 2015 року її випередила Хоу Іфань. Юдіт Полгар ніколи не змагалась за шахову корону серед жінок.

## Історія

### Епоха Вери Менчик
ФІДЕ встановила титул чемпіонки світу з шахів 1927 року як індивідуальний турнір, що проводився одночасно з шаховою олімпіадою. Переможець того турніру, Вера Менчик, не мала ніяких особливих привілеїв, як це практикується на чемпіонаті світу серед чоловіків — на наступних турнірах вона повинна була грати ту саму кількість партій, що й претендентки. Вона це робила в кожному наступному чемпіонаті протягом життя (1930, 1931, 1933, 1935, 1937 та 1939).

### Домінування радянських шахісток (1950—1991)
Наступний після смерті непереможеної Вери Менчик круговий турнір в 1949-50 виграла українка Людмила Руденко з Ленінграда. Після цього ФІДЕ запровадило систему, аналогічну до відкритого чемпіонату світу серед чоловіків, з циклом кандидатських змагань (пізніше міжзональних), щоб визначати кандидатку, яка у матчі протистоятиме чинній чемпіонці світу.
Перший такий кандидатський турнір пройшов у Москві 1952 року. Його виграла Єлизавета Бикова, яка потім у матчі перемогла Людмилу Руденко з сімома перемогами, п'ятьма поразками і двома нічиїми. Таким чином вона стала новою чемпіонкою світу. Наступний кандидатський турнір виграла Ольга Рубцова. Але замість того, щоб визначати чемпіонку світу в матчі між Рубцовою та Биковою, ФІДЕ вирішило провести турнір між трьома провідними шахістками світу. Рубцова виграла у Москві 1956, пів очка попереду Бикової, яка на п'ять пунктів випередила Руденко. Бикова зберегла свій титул 1958 і захистила його 1959 проти Кіри Зворикіної, переможниці кандидатського турніру 1959.
Четвертий кандидатський турнір відбувся 1961 у Врнячка-Баня. Він проходив за явної переваги Нони Гапріндашвілі з Грузії, яка виграла його з десятьма перемогами, жодною поразкою, та шістьма нічиїми. В матчі 1962 у Москві вона стала новою чемпіонкою світу, перемігши Бикову з сімома перемогами, жодною поразкою і чотирма нічиїми. Гапріндашвілі захистила свій титул, 1965 року в Ризі і в Тбілісі/Москві 1969, проти переможниці кандидатського турніру Алли Кушнір з Росії. 1972 року ФІДЕ запровадило таку саму систему, що й серед чоловіків, з серією міжзональних турнірів, після яких проводились кандидатські матчі. Кушнір стала претенденткою знову, але знову її перемогла Гапріндашвілі в Ризі 1972 року. Гапріндашвілі захистила свій титул ще один (останній) раз проти Нани Александрії в Піцунді/Тбілісі в 1975.
У кандидатському циклі 1976—1978 зійшла зірка 17-річної Маї Чибурданідзе з Грузії. Вона перемогла Нану Александрію, Олену Ахмиловську та Аллу Кушнір. Після цього вона зіграла матч проти Гапріндашвілі 1978 року в Тбілісі. Чибурданідзе перемогла зі значною перевагою, а потім захистила свій титул проти Александрії в Боржомі / Тбілісі в 1981 та Ірини Левітіної у Волгограді 1984 року. Після цього ФІДЕ заново ввела систему з кандидатським турніром. Ахмиловська виграла цей турнір, але знову поступилась Чібурданідзе в Софії в 1986. Востаннє Чибурданідзе захистила свій титул проти Нани Іоселіані в Телаві 1988 року.

### Епоха після розпаду СРСР (1991—2010)
Домінування Чібурданідзе закінчилось в Манілі в 1991, коли вона поступилась юній китайській зірці Се Цзюнь. Се Цзюнь перед цим фінішувала другою після все ще активної Гапріндашвілі в міжзональному турнірі, а потім розділила перше місце з Алісою Марич в кандидатському турнірі і перемогла її на тай-брейку.
Саме тоді троє сестер Сьюзен Полгар, Софія Полгар і Юдіт Полгар стали домінувати у жіночих шахах. Але вони намагались уникати жіночих турнірів, змагаючись проти чоловіків.
Сьюзен Полгар зрештою змінила власний підхід. Вона виграла кандидатський турнір у Шанхаї. Кандидатський фінал — вісім партій між двома переможницями Сьюзен Полгар та Іоселіані — не виявив переможниці навіть після двох тай-брейків. Результат фіналу вирішувався жеребкуванням у якому доля посміхнулась Іоселіані. В чемпіонському матчі вона швидко програла Се Цзюнь (8.5-2.5) в Монако в 1993.
Сьюзен Полгар домінувала у наступному циклі. Вона поділила першість з Чібурдандзе, легко її перемогла у фіналі (5.5-1.5), і потім з великою перевагою (8.5-4.5) перемогла Се Цзюнь в Хаені 1996 року в матчі за чемпіонство.
1997 року росіянка Аліса Галлямова і Се Цзюнь фінішували першою і другою, але Галямова відмовилась грати весь матч у Китаї. ФІДЕ зрештою присудило перемогу Се Цзюнь.
Під час усіх цих затримок з матчем у Китаї Сьюзен Полгар стала матір'ю, а отже вона вимагала перенести чемпіонський матч. ФІДЕ відмовило, і зрештою чемпіонство вирішувалось у матчі між Галлямовою і Се Цзюнь. Матч проходив у Казані (Татарстан) і Шеньяні. Се Цзюнь виграла з п'ятьма перемогами, трьома поразками і сімома нічиїми.
2000 року в турнірі за олімпійською системою, схожому на турнір за чоловічий титул ФІДЕ, що проходив одночасно, виграла Се Цзюнь. В 2001 за цією ж схемою виграла Джу Чен. Наступний турнір відбувався в Елісті, Столиці російської республіки Калмикія (президентом якої є Кірсан Ілюмжинов), з 21 травня по 8 червня 2004. Він визначив у ролі нової чемпіонки Антоанету Стефанову. Чжу Чен не брала участі в турнірі через вагітність.
2006 титул повернувся до Китаю. Цікаво, що нова чемпіонка Сюй Юйхуа була вагітною під час турніру.
2008 титулом заволоділа російська шахістка Олександра Костенюк, яка у фіналі перемогла китайського вундеркінда Хоу Іфань (2.5-1.5).
2010 титул знову повернувся до Китаю. Хоу Іфань, яка була фіналісткою у попередньому матчі, в 16 років стала наймолодшою чемпіонкою світу з шахів у історії. Вона перемогла свою співвітчизницю Жуань Люфей 2-2 (класика) 3-1 (рапід).

### Ранні турніри (2010-)

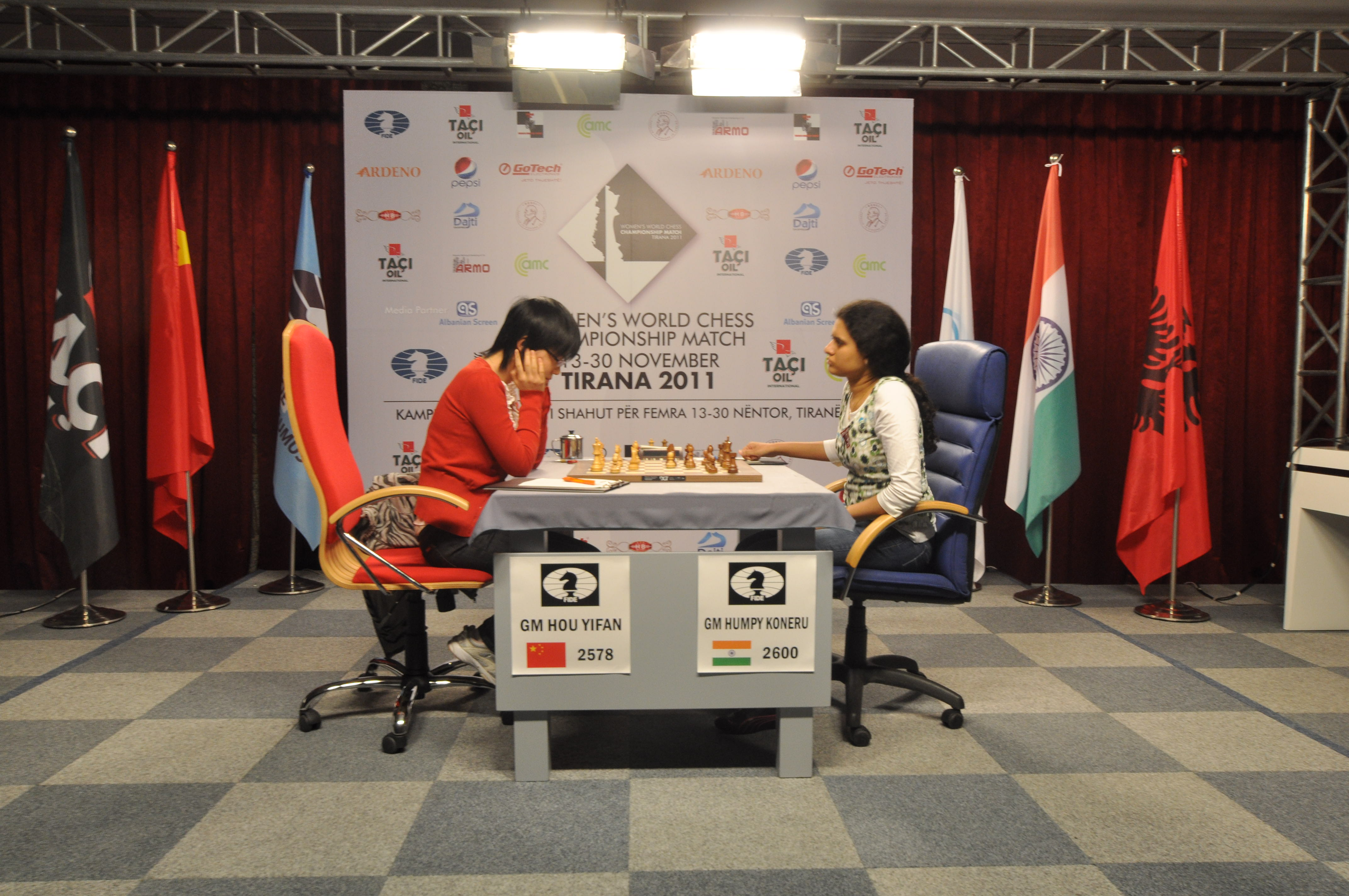
Чемпіонат світу серед жінок, Тирана 2011

Починаючи з 2010, чемпіонат світу серед жінок проводиться за схемами, що чергуються. В парні роки проводиться турнір за олімпійською системою, в непарні — класичний матч. В 2011 титул розігрувався між Хоу Іфань і переможницею Гран-прі ФІДЕ серед жінок 2009-2011. Оскільки Хоу Іфань виграла і гран-прі, її суперницею стала Гампі Конеру, яка посіла в загальному заліку гран-прі друге місце.
Хоу Іфань виграла три партії та звела внічию п'ять у матчі з десяти партій, достроково здобувши титул.
Хоу Іфань вибула в другому раунді на чемпіонаті світу з шахів 2012 у Ханти-Мансійську. Анна Ушеніна з України, яка була посіяна 30-ю, виграла фінал проти Антоанети Стефанової (3.5-2.5).
2013 року Анна Ушеніна захищала титул проти Хоу Іфань, яка виграла Гран-прі ФІДЕ серед жінок 2011/2012. Після семи з десяти партій Хоу Іфань виграла матч 5.5 на 1.5 і повернула собі титул.
На чемпіонаті світу 2015 року за олімпійською системою перемогу здобула українка Марія Музичук, яка у фіналі перемогла Наталю Погоніну з Росії.
У березні 2016 року Марія Музичук не змогла захистити титул у матчі проти Хоу Іфань (переможниця гран-прі ФІДЕ 2013/2014), поступившись з рахунком 3:6.
У 2017 році перемігши з рахунком 3½ — 2½ Анну Музичук у фіналі чемпіонату світу із шахів серед жінок, що проходив в Ірані, шістнадцятою чемпіонкою світу стала Тань Чжун'ї.
У травні 2018 року новою сімнадцятою чемпіонкою світу стала китаянка Цзюй Веньцзюнь (переможниця гран-прі ФІДЕ 2015/2016) здолавши в чемпіонському матчі Тань Чжун'ї з рахунком 5½ — 4½.
На чемпіонаті світу 2018 року за олімпійською системою Цзюй Веньцзюнь підтвердила статус чемпіонки світу перемігши у фіналі турніру росіянку Катерину Лагно з рахунком 5 — 3.

## Чемпіонки світу серед жінок
| Ім'я                | Роки      | Країна                                   |
| ------------------- | --------- | ---------------------------------------- |
| Віра Менчик         | 1927—1941 | Росія (у вигнанні) Чехословаччина Англія |
| відсутня            | 1941—1950 | Друга світова війна                      |
| Людмила Руденко     | 1950—1953 | УРСР                                     |
| Єлизавета Бикова    | 1953—1956 | РРФСР                                    |
| Ольга Рубцова       | 1956—1958 | РРФСР                                    |
| Єлизавета Бикова    | 1958—1962 | РРФСР                                    |
| Нона Гаприндашвілі  | 1962—1978 | Грузинська РСР                           |
| Мая Чибурданідзе    | 1978—1991 | Грузинська РСР                           |
| Се Цзюнь            | 1991—1996 | КНР                                      |
| Сьюзен Полгар       | 1996—1999 | Угорщина                                 |
| Се Цзюнь            | 1999—2001 | КНР                                      |
| Чжу Чень            | 2001—2004 | КНР                                      |
| Антоанета Стефанова | 2004—2006 | Болгарія                                 |
| Сюй Юйхуа           | 2006—2008 | КНР                                      |
| Олександра Костенюк | 2008—2010 | Росія                                    |
| Хоу Іфань           | 2010—2012 | КНР                                      |
| Анна Ушеніна        | 2012—2013 | Україна                                  |
| Хоу Іфань           | 2013—2015 | КНР                                      |
| Марія Музичук       | 2015—2016 | Україна                                  |
| Хоу Іфань           | 2016—2017 | КНР                                      |
| Тань Чжун'ї         | 2017—2018 | КНР                                      |
| Цзюй Веньцзюнь      | 2018—     | КНР                                      |

## Список чемпіонок світу з шахів
| Рік                                                                | Країна-господар                                 | Місто-господар                                  | Чемпіонка світу                                 | Претендентка(и)                                 | Перемоги (+)                                    | Поразки (−)                                     | Нічиї (=)                                       | Формат |
| Чемпіонат світу з шахів серед жінок (1927—1944)                    | Чемпіонат світу з шахів серед жінок (1927—1944) | Чемпіонат світу з шахів серед жінок (1927—1944) | Чемпіонат світу з шахів серед жінок (1927—1944) | Чемпіонат світу з шахів серед жінок (1927—1944) | Чемпіонат світу з шахів серед жінок (1927—1944) | Чемпіонат світу з шахів серед жінок (1927—1944) | Чемпіонат світу з шахів серед жінок (1927—1944) | Чемпіонат світу з шахів серед жінок (1927—1944) |
| ------------------------------------------------------------------ | ----------------------------------------------- | ----------------------------------------------- | ----------------------------------------------- | ----------------------------------------------- | ----------------------------------------------- | ----------------------------------------------- | ----------------------------------------------- | --- |
| 1927                                                               | Велика Британія                                 | Лондон                                          | Віра Менчик                                     | 11 учасниць                                     | 10½ очок із 11                                  | 10½ очок із 11                                  | 10½ очок із 11                                  | Турнір за круговою системою з 12 учасниць |
| 1930                                                               | Німеччина                                       | Гамбург                                         | Віра Менчик                                     | 4 учасниць                                      | 6½ очок із 8                                    | 6½ очок із 8                                    | 6½ очок із 8                                    | Турнір за круговою системою у два кола з п'яти учасниць                                                                                             |
| 1931                                                               | Чехословаччина                                  | Прага                                           | Віра Менчик                                     | 4 учасниць                                      | 8 очок із 8                                     | 8 очок із 8                                     | 8 очок із 8                                     | Турнір за круговою системою у два кола з п'яти учасниць                                                                                             |
| 1933                                                               | Велика Британія                                 | Фолкстон                                        | Віра Менчик                                     | 7 учасниць                                      | 14 очок із 14                                   | 14 очок із 14                                   | 14 очок із 14                                   | Турнір за круговою системою у два кола з восьми учасниць                                                                                            |
| 1934                                                               | Нідерланди                                      | Роттердам                                       | Віра Менчик                                     | Соня Ґраф                                       | 3                                               | 1                                               | 0                                               | Матч із 4-х партій |
| 1935                                                               | Польща                                          | Варшава                                         | Віра Менчик                                     | 9 учасниць                                      | 9 очок із 9                                     | 9 очок із 9                                     | 9 очок із 9                                     | круговий турнір із 10-ти учасниць |
| 1937                                                               | Швеція                                          | Стокгольм                                       | Віра Менчик                                     | 25 учасниць                                     | 14 очок із 14                                   | 14 очок із 14                                   | 14 очок із 14                                   | Турнір за швейцарською системою з 26 учасниць |
| 1937                                                               | Австрія                                         | Земмеринг                                       | Віра Менчик                                     | Соня Ґраф                                       | 9                                               | 2                                               | 5                                               | матч із 16 партій |
| 1939                                                               | Аргентина                                       | Буенос-Айрес                                    | Віра Менчик                                     | 19 учасниць                                     | 18 очок із 19                                   | 18 очок із 19                                   | 18 очок із 19                                   | Круговий турнір із 20 учасниць |
| Віра Менчик загинула 1944 року продовжуючи бути чинною чемпіонкою. |                                                 |                                                 |                                                 |                                                 |                                                 |                                                 |                                                 | |
| Чемпіонат світу з шахів серед жінок (1944—1950)                    |                                                 |                                                 |                                                 |                                                 |                                                 |                                                 |                                                 | |
| Міжцарів'я                                                         |                                                 |                                                 |                                                 |                                                 |                                                 |                                                 |                                                 | |
| Чемпіонат світу з шахів серед жінок (1950—1999)                    |                                                 |                                                 |                                                 |                                                 |                                                 |                                                 |                                                 | |
| 1950                                                               | РРФСР                                           | Москва                                          | Людмила Руденко                                 | 15 учасниць                                     | 11½ очок із 15                                  | 11½ очок із 15                                  | 11½ очок із 15                                  | турнір за круговою системою з 16-ти учасниць |
| 1953                                                               | РРФСР                                           | Москва                                          | Єлизавета Бикова                                | Людмила Руденко                                 | 7                                               | 5                                               | 2                                               | Матч із 14 партій |
| 1956                                                               | РРФСР                                           | Москва                                          | Ольга Рубцова                                   | Єлизавета Бикова                                | 10 очок із 16                                   | 10 очок із 16                                   | 10 очок із 16                                   | троє учасниць (Рубцова, Бикова, Руденко) грали круговий турнір із восьми кіл                                                                        |
| 1958                                                               | РРФСР                                           | Москва                                          | Єлизавета Бикова                                | Ольга Рубцова                                   | 7                                               | 4                                               | 3                                               | Матч із 14 партій |
| 1959                                                               | РРФСР                                           | Москва                                          | Єлизавета Бикова                                | Кіра Зворикіна                                  | 6                                               | 2                                               | 5                                               | Матч із 13-ти партій |
| 1962                                                               | РРФСР                                           | Москва                                          | Нона Гапріндашвілі                              | Єлизавета Бикова                                | 7                                               | 0                                               | 4                                               | Матч із 11-ти партій |
| 1965                                                               | Латвійська РСР                                  | Рига                                            | Нона Гапріндашвілі                              | Алла Кушнір                                     | 7                                               | 3                                               | 3                                               | Матч із 13-ти партій |
| 1969                                                               | Грузинська РСР РРФСР                            | Тбілісі Москва                                  | Нона Гапріндашвілі                              | Алла Кушнір                                     | 6                                               | 2                                               | 5                                               | Матч із 14-ти партій |
| 1972                                                               | Латвійська РСР                                  | Рига                                            | Нона Гапріндашвілі                              | Алла Кушнір                                     | 5                                               | 4                                               | 7                                               | Матч із 16 партій |
| 1975                                                               | Грузинська РСР                                  | Піцунда Тбілісі                                 | Нона Гапріндашвілі                              | Нана Александрія                                | 8                                               | 3                                               | 1                                               | Матч із 12 партій |
| 1978                                                               | Грузинська РСР                                  | Тбілісі                                         | Майя Чибурданідзе                               | Нона Гапріндашвілі                              | 4                                               | 2                                               | 9                                               | Матч із 15-ти партій |
| 1981                                                               | Грузинська РСР                                  | Борджомі Тбілісі                                | Майя Чибурданідзе                               | Нана Александрія                                | 4                                               | 4                                               | 8                                               | Матч із 16 партій (нічия) |
| 1984                                                               | РРФСР                                           | Волгоград                                       | Майя Чибурданідзе                               | Ірина Левітіна                                  | 5                                               | 2                                               | 7                                               | Матч із 14 партій |
| 1986                                                               | Болгарія                                        | Софія                                           | Майя Чибурданідзе                               | Олена Дональдсон-Ахмиловська                    | 4                                               | 1                                               | 9                                               | Матч із 14 партій |
| 1988                                                               | Грузинська РСР                                  | Телаві                                          | Майя Чибурданідзе                               | Нана Іоселіані                                  | 3                                               | 2                                               | 11                                              | Матч із 16 партій |
| 1991                                                               | Філіппіни                                       | Маніла                                          | Се Цзюнь                                        | Майя Чибурданідзе                               | 4                                               | 2                                               | 9                                               | Матч із 15 партій |
| 1993                                                               | Монако                                          | Монако                                          | Се Цзюнь                                        | Нана Іоселіані                                  | 7                                               | 1                                               | 3                                               | Матч із 11 партій |
| 1996                                                               | Іспанія                                         | Хаен                                            | Сьюзен Полгар                                   | Се Цзюнь                                        | 6                                               | 2                                               | 5                                               | Матч із 13 партій |
| Сьюзен Полгар, остання лінійна чемпіонка.                          |                                                 |                                                 |                                                 |                                                 |                                                 |                                                 |                                                 | |
| Чемпіонат світу з шахів серед жінок (1999–дотепер)                 |                                                 |                                                 |                                                 |                                                 |                                                 |                                                 |                                                 | |
| 1999                                                               | Росія КНР                                       | Казань Шеньян                                   | Се Цзюнь                                        | Аліса Галлямова                                 | 5                                               | 3                                               | 7                                               | Матч із 15-ти партій |
| 2000                                                               | Індія                                           | Нью-Делі                                        | Се Цзюнь                                        | Цінь Каньїн                                     | 1                                               | 0                                               | 3                                               | Нокаут-турнір із 64 учасниць (чемпіонський матч із 4-х партій)                                                                                      |
| 2001                                                               | Росія                                           | Москва                                          | Чжу Чень                                        | Олександра Костенюк                             | 5                                               | 3                                               | 0                                               | Нокаут-турнір із 64-х учасниць (чемпіонський матч із 8-ми партій)                                                                                   |
| 2004                                                               | Росія                                           | Еліста                                          | Антоанета Стефанова                             | Катерина Ковалевська                            | 2                                               | 0                                               | 1                                               | Нокаут-турнір із 64-х учасниць (чемпіонський матч із 3-х партій)                                                                                    |
| 2006                                                               | Росія                                           | Єкатеринбург                                    | Сюй Юйхуа                                       | Аліса Галлямова                                 | 2                                               | 0                                               | 1                                               | Нокаут-турнір із 64-х учасниць (чемпіонський матч із 3-х партій)                                                                                    |
| 2008                                                               | Росія                                           | Нальчик                                         | Олександра Костенюк                             | Хоу Іфань                                       | 1                                               | 0                                               | 3                                               | Нокаут-турнір із 64-х учасниць (чемпіонський матч із 4-х партій)                                                                                    |
| 2010                                                               | Туреччина                                       | Хатай                                           | Хоу Іфань                                       | Жуань Луфей                                     | 3                                               | 1                                               | 4                                               | Нокаут-турнір із 64-х учасниць (чемпіонський матч із 8-ми партій)                                                                                   |
| 2011                                                               | Албанія                                         | Тирана                                          | Хоу Іфань                                       | Гампі Конеру                                    | 3                                               | 0                                               | 5                                               | Матч із 8-ми партій |
| 2012                                                               | Росія                                           | Ханти-Мансійськ                                 | Анна Ушеніна                                    | Антоанета Стефанова                             | 2                                               | 1                                               | 3                                               | Нокаут-турнір із 64-х учасниць (чемпіонський матч із 6-ти партій)                                                                                   |
| 2013                                                               | КНР                                             | Тайчжоу                                         | Хоу Іфань                                       | Анна Ушеніна                                    | 4                                               | 0                                               | 3                                               | Матч із 7-ми партій |
| 2015                                                               | Росія                                           | Сочі                                            | Марія Музичук                                   | Наталя Погоніна                                 | 1                                               | 0                                               | 3                                               | Нокаут-турнір із 64-х учасниць (чемпіонський матч із 4-х партій)                                                                                    |
| 2016                                                               | Україна                                         | Львів                                           | Хоу Іфань                                       | Марія Музичук                                   | 3                                               | 0                                               | 6                                               | Матч із 10-ти партій |
| 2017                                                               | Іран                                            | Тегеран                                         | Тань Чжун'ї                                     | Анна Музичук                                    | 2                                               | 1                                               | 3                                               | Нокаут-турнір із 64-х учасниць (чемпіонський матч із 4-х партій + 2 швидкі партії, бо 4 класичні завершилися внічию)                                |
| травень 2018                                                       | КНР                                             | Шанхай Чунцін                                   | Цзюй Веньцзюнь                                  | Тань Чжун'ї                                     | 3                                               | 2                                               | 5                                               | Матч із 10-ти партій |
| листопад 2018                                                      | Росія                                           | Ханти-Мансійськ                                 | Цзюй Веньцзюнь                                  | Катерина Лагно                                  | 3                                               | 1                                               | 4                                               | Нокаут-турнір із 64-х учасниць (чемпіонський матч із 4-х партій + 2 швидкі + 2 бліц партії, бо після 4-х класичних, а також 2-х швидких була нічия) |
| 2020                                                               | КНР Росія                                       | Шанхай Владивосток                              | Цзюй Веньцзюнь                                  | Олександра Горячкіна                            | 4                                               | 3                                               | 9                                               | Матч із 12-ти класичних партій + 4 швидкі партії, бо після класичних була нічия                                                                     |
| 2023                                                               | КНР                                             | Шанхай Чунцін                                   | Цзюй Веньцзюнь                                  | Лей Тінцзє                                      | 2                                               | 1                                               | 9                                               | Матч із 12-ти класичних партій |
| 2025                                                               | КНР                                             | Шанхай Чунцін                                   | Цзюй Веньцзюнь                                  | Тань Чжун'ї                                     | 5                                               | 1                                               | 3                                               | Матч із 12-ти (9-ти) класичних партій |

Нотатка: колишні республіки СРСР подані для того, щоб можна було зіставляти з теперішніми незалежними країнами.